# 8501 Wachholz
8501 Wachholz è un asteroide della fascia principale. Scoperto nel 1990, presenta un'orbita caratterizzata da un semiasse maggiore pari a 3,0237276 au e da un'eccentricità di 0,0668835, inclinata di 10,81929° rispetto all'eclittica.
L'asteroide è dedicato a Burkhard Wachholz, amico di Lutz D. Schmadel.